# تخزين البيانات
تخزين البيانات (بالإنجليزية: Data storage) هي عملية تَخزين أو تسجيل المعلومات وَالبيانات، وتتم عملية التخزين عبر أي شكل من أشكال الطاقة.

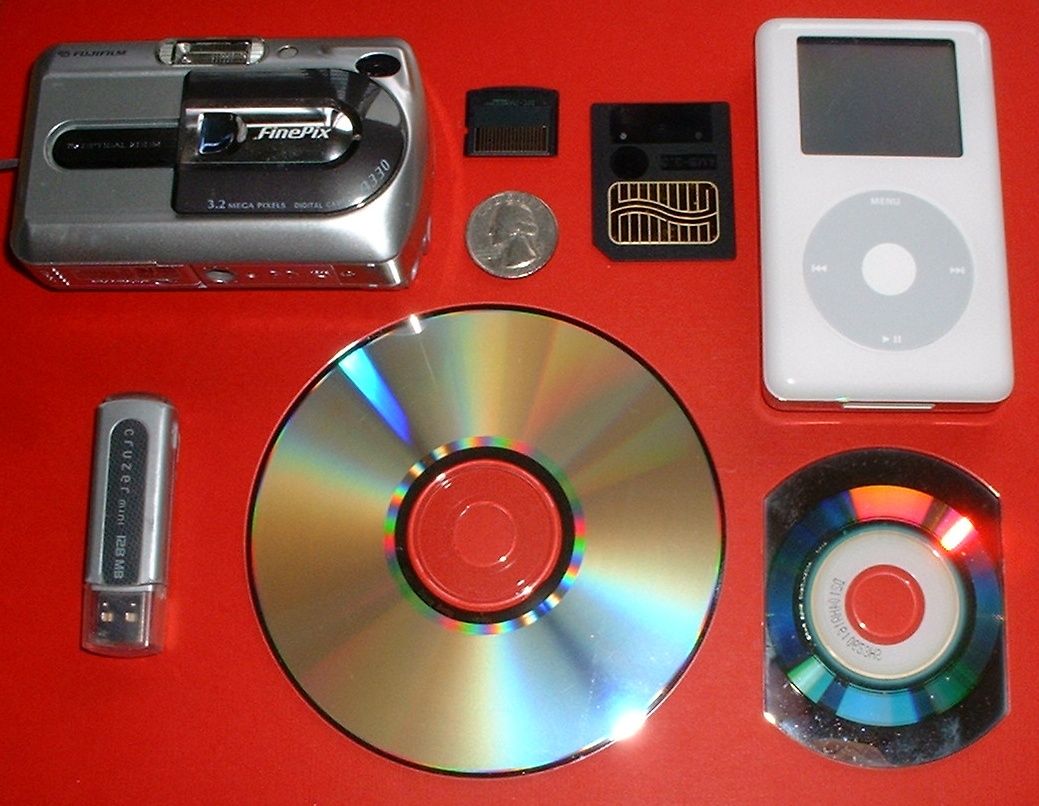
العديد من الأجهزة الإلكترونية المختلفة يمكنها أن تخزن البيانات

جهاز تخزين البيانات هو جهاز لتسجيل (تخزين) المعلومات (البيانات). يمكن للتسجيل أن يتم باستخدام أي شكل من أشكال الطاقة تقريباً، كالقدرة الناتجة عن تمدد عضلات اليد عند الكتابة، والتذبذبات الصوتية في التسجيل الصوتي على الفونوغراف، أو الطاقة الكهرطيسية لتعديل شريط مغناطيسي أو أقراص بصرية. يعتبر البعض الجزيئات البيولوجية مثل الحمض النووي الريبوزي والحمض النووي الريبوزي منقوص الأكسجين مخازن للبيانات. يتطلب تخزين البيانات الإلكترونية طاقة كهربائية لتخزين البيانات واسترجاعها.
يسمى تخزين البيانات في وسيلة رقمية قابلة للقراءة الآلية أحيانًا بالبيانات الرقمية. يعد تخزين بيانات الكمبيوتر أحد الوظائف الأساسية للكمبيوتر متعدد الأغراض. يمكن تخزين المستندات الإلكترونية في مساحة أقل بكثير من المستندات الورقية. الباركود والتعرف على الأحرف بالحبر المغناطيسي (MICR) طريقتان لتسجيل البيانات القابلة للقراءة الآلية على الورق.

## عتاد تخزين البيانات
أي جهاز ادخال/إخراج يمكن ان يُعتبر جهازا لتخزين البيانات اذاما قرأ أو كتب من وسيط تخزين بيانات.

## أساليب تخزين البيانات
يمكن أن يستعمل عتاد تخزين البيانات:
- أساليب محمولة (تُستبدل بسهولة).
- أساليب نصف-محمولة، تحتاج أدوات تفكيك ميكانيكية و/أو تفتح الهياكل.
- أساليب طائرة، يعني فقدان الذاكرة إذا ما فُصل الاتصال بالوحدة.

## وسيط التسجيل
وسيط التسجيل هو عتاد فيزيائي يحمل بيانات مضغوطة في أيّة صيغة تسجيل موجودة. يتم توزيع المعلومات التي تم إنشاؤها حديثًا ويمكن تخزينها في أربعة وسائط تخزين - الطباعة والفيلم والمغناطيسية والبصرية - ويمكن رؤيتها أو سماعها في أربعة تدفقات للمعلومات - الهاتف والراديو والتلفزيون والإنترنت، بالإضافة إلى الملاحظة المباشرة. يتم تخزين المعلومات الرقمية على وسائط إلكترونية بأنواع مختلفة من تنسيقات التسجيل.
في الإعلام الالكتروني، البيانات ووسيط التسجيل يكون في بعض الأحيان جزء من مساحة الوسيط. ويُشار إلى البيانات ووسائط التسجيل أحيانًا على أنها "برامج" على الرغم من الاستخدام الأكثر شيوعًا لهذه الكلمة لوصف برامج الكمبيوتر.
بعض وسائط التسجيل يمكن ان تكون مؤقتة. مركبات عضوية متطايرة تستعمل للحفاظ على البيئة (في برنامج) أو تجعل البيانات تخضع لنفاذ الوقت. البيانات مثل اشارات الدخان أو الكتابة في السماء هي مؤقتة طبيعيا. اعتمادًا على التبخر، يُعتبر الغاز (على سبيل المثال، الغلاف الجوي، الدخان) أو سطح سائل مثل البحيرة وسيلة تسجيل مؤقتة إذا وجدت على الإطلاق.

### أمثلة قديمة
- بصرية
- كيميائية

## السعة العالمية والرقمنة والترندات
يقدّر تقرير لجامعة كاليفورنيا بيركلي عام 2003 أنه تم إنتاج حوالي خمسة إكسابايت من المعلومات الجديدة في عام 2002 وتم تخزين 92% من هذه البيانات على محركات الأقراص الصلبة. وكان هذا يعادل ضعف كمية البيانات التي تم إنتاجها في عام 2000. بلغت كمية البيانات التي تم نقلها عبر أنظمة الاتصالات السلكية واللاسلكية في عام 2002 حوالي 18 إكسابايت - أي أكثر بثلاث مرات ونصف من تلك المسجلة على وسائط التخزين غير المتطايرة. شكلت المكالمات الهاتفية 98% من المعلومات التي يتم الاتصال بها عن بعد في عام 2002. وكان أعلى تقدير للباحثين لمعدل نمو المعلومات المخزنة حديثًا (غير المضغوطة) أكثر من 30% سنويًا.
في دراسة محدودة النطاق أكثر، قدرّت مؤسسة البيانات الدولية أن إجمالي كمية البيانات الرقمية في عام 2007 بلغ 281 إكسابايت، وأن إجمالي كمية البيانات الرقمية المنتجة قد تجاوز سعة التخزين العالمية للمرة الأولى.
قدرت مقالة نُشرت عام 2011 في مجلة ساينس أن عام 2002 كان بداية العصر الرقمي لتخزين المعلومات: عصر يتم فيه تخزين المزيد من المعلومات على أجهزة التخزين الرقمية أكثر من أجهزة التخزين التماثلية. في عام 1986، كان حوالي 1% من قدرة العالم على تخزين المعلومات بشكل رقمي؛ ارتفع هذا الرقم إلى 3% بحلول عام 1993، وإلى 25% بحلول عام 2000، وإلى 97% بحلول عام 2007. تتوافق هذه الأرقام مع أقل من ثلاثة إكسابايت مضغوطة في عام 1986، و 295 إكسابايت مضغوطة في عام 2007. تضاعفت كمية التخزين الرقمي كل ثلاث سنوات تقريبًا.
يُقدّر أنه تم إنشاء حوالي 120 زيتابايت من البيانات في عام 2023، بزيادة قدرها 60 ضعفًا عن عام 2010، ومن المتوقع أن تزداد إلى 181 زيتابايت يتم إنشاؤها في عام 2025.